# Erniggliite
L'erniggliite è un minerale.